# Jiulongshan, Jiangxi
Jiulongshan är en sockenhuvudort i Kina. Den ligger i provinsen Jiangxi, i den sydöstra delen av landet, omkring 150 kilometer sydväst om provinshuvudstaden Nanchang. Antalet invånare är 7 434. Befolkningen består av 3 569 kvinnor och 3 865 män. Barn under 15 år utgör 19,0 %, vuxna 15-64 år 70 %, och äldre över 65 år 9,0 %.
Runt Jiulongshan är det ganska tätbefolkat, med 129 invånare per kvadratkilometer. Närmaste större samhälle är Xinyu, 19,9 km nordost om Jiulongshan. I omgivningarna runt Jiulongshan växer i huvudsak blandskog.
Genomsnittlig årsnederbörd är 2 315 millimeter. Den regnigaste månaden är maj, med i genomsnitt 349 mm nederbörd, och den torraste är oktober, med 28 mm nederbörd.